# Caderno CRH
A Caderno CRH é um periódico científico editado pelo Centro de Recursos Humanos (CRH) da Universidade Federal da Bahia em coedição com a Editora da Universidade Federal da Bahia (EDUFBA), que publica artigos científicos no campo das Ciências sociais. Publicada desde seu lançamento em 1987, esta revista está indexada em várias bases como Latindex e DOAJ.

## Centro de Recursos Humanos da UFBA
O Centro de Recursos Humanos (CRH) é um órgão suplementar da Faculdade de Filosofia e Ciências Humanas da UFBA que foi fundado em 1969 como um centro interdisciplinar voltado para a pesquisa, o ensino complementar e a extensão universitária no âmbito das ciências sociais.
O CRH é responsável por editorar este periódico deste 1987, quando lançou o primeiro número, com um único artigo denominado "Não se Fazem Mais Filhos Como Antigamente", escrito pela cientista social Guaraci Adeodato Alves de Souza, o qual tratava de demografia, especialmente das tendências de declínio da  mortalidade e da fecundidade da população brasileira. 

## Impacto acadêmico
Considerando as edições desde 1987, o Caderno CRH se destaca como publicação de diversas áreas das ciências sociais. Na avaliação do Qualis realizada pela Coordenação de Aperfeiçoamento de Pessoal de Nível Superior (CAPES), este periódico foi classificado no extrato A1 na área de Sociologia e A2 nas áreas de Antropologia/Arqueologia, Arquitetura, Artes, Ciência política/Relações internacionais, Direito, Linguística, Planejamento Urbano/Demografia e Serviço social.

## Artigos científicos mais acessados
Até 26 de dezembro de 2022, os cinco artigos mais acessados deste periódico eram:
|   | Título do artigo                                                                                 | Autores             | Ano  | DOI                                       | Área de estudo     | Acessos |
| - | ------------------------------------------------------------------------------------------------ | ------------------- | ---- | ----------------------------------------- | ------------------ | ------- |
| 1 | Habermas e a Teoria da Modernidade                                                               | Barbara Freitag     | 1995 | https://doi.org/10.9771/ccrh.v8i22.18781  | Sociologia         | 3953    |
| 2 | Sociedade Urbana: desigualdade e exclusão sociais                                                | Maura Pardini Verás | 2003 | https://doi.org/10.9771/ccrh.v16i38.18616 | Sociologia         | 1909    |
| 3 | A dinâmica dos processos de marginalização: da vulnerabilidade à "desfiliação"                   | Robert Castel       | 1997 | https://doi.org/10.9771/ccrh.v10i26.18664 | Sociologia         | 1281    |
| 4 | As novas formas de acumulação de capital e as formas contemporâneas do estranhamento (alienação) | Ricardo Antunes     | 2002 | https://doi.org/10.9771/ccrh.v15i37.18601 | Sociologia         | 1162    |
| 5 | Políticas públicas: questões temáticas e de pesquisa                                             | Celina Souza        | 2003 | https://doi.org/10.9771/ccrh.v16i39.18743 | Políticas públicas | 1004    |